# Царь и генерал
«Царь и генерал» (болг. Цар и генерал) — болгарский художественный фильм, снятый режиссёром Выло Радевым в 1965 году на студии игровых фильмов «Бояна Филм» по мотивам романа «Во имя народа» Митки Грыбчевой.
Премьера фильма состоялась 17 января 1966 года.

## Сюжет
На экране разворачивается дуэль между двумя государственными деятелями, ответственными за судьбу Болгарии. Оба обеспокоены будущим страны, но видят это по-разному. Фильм посвящен психологическому, политическому и идеологическому конфликту между антифашистом генералом Владимиром Заимовым, патриотом, славянофилом, и болгарским царем Борисом III, в который также вовлечены личные мотивы, сходство и антагонизм главных героев.
Генерал Заимов выступал против официальной политики царя, который намеревался втянуть Болгарию в войну против СССР. Хотя неофициально этот шаг откладывался, Заимов тайно поддерживал контакты с русскими, будучи советским разведчиком, за что был задержан, обвинен в государственной измене и приговорён к смертной казни. Царь Борис отложил смертный приговор, ожидая, что Владимир Заимов подаст прошение о его отмене. Оба героя фильма возвращаются к своим воспоминаниям и переосмысливают свои отношения. Прошение от генерала не поступает и царь приказывает исполнить приговор.
Заимову посмертно было присвоено звание Героя Советского Союза.

## В ролях
- Пётр Слабаков — генерал Владимир Заимов
- Наум Шопов — царь Борис III
- Евгений Урбанский — Аркадий Павлович, советский чекист
- Стойчо Мазгалов — прокурор
- Георгий Георгиев — священник
- Георги Черкелов — генерал Карев, царский адъютант
- Андрей Аврамов — Ганчев
- Тихомир Златев — камердинер
- Руси Чанев — ординарец
- Васил Кирков — фон Кунц
- Татьяна Тодорова — Ана Заимова
- Северина Тенева — девушка
- Сотир Майноловски
- Евстатий Стратев
- Тодор Колев

## Съёмочная группа
- Сценарист Любен Станев
- Режиссёр Выло Радев
- Оператор Борислав Пунчев
- Художник Константин Русаков
- Композитор Симеон Пиронков

## Награды
- Гран-при «Золотая роза», Международный кинофестиваль в Варне, 1966
- Первая премия за исполнительское мастерство Науму Шопову, Международный кинофестиваль в Карловых Варах, 1966

## Рецензии
- Игнатьева Н. — «Царь и генерал» (Болг. худож. фильм) // Искусство кино, № 8, 1967. — стр. 108—109